# Susanne Hahn
Susanne Hahn, geboren als Susanne Ritter (Hildesheim, 23 april 1978) is een Duitse langeafstandsloopster, die is gespecialiseerd in de marathon en het veldlopen.

## Loopbaan
2006 is haar succesvolste jaar, nadat Hahn in het jaar ervoor al bij de marathon van Bonn en halve marathon op haar naam schreef in 1:14.15. In Groet Uit Schoorl verbeterde ze haar 10 km tijd naar 32.48. Ze werd vierde op de marathon van Rotterdam in 2006, waarmee ze zich kwalificeerde voor de Europese kampioenschappen van 2006 in Göteborg, waar ze veertiende werd. Op de marathon van Parijs het jaar erop werd ze zesde in 2:33.25 en liep hiermee een WK-norm. Op de wereldkampioenschappen van 2007 in Osaka vertegenwoordigde ze Duitsland samen met Melanie Kraus, nadat Ulrike Maisch en Luminita Zaituc niet van start konden gaan. Hier behaalde ze een 43e plaats. Kort hierna nam ze deel aan de Duitse kampioenschappen op de 10 km, waarop ze een bronzen medaille behaalde.
In 2008 won Susanne Hahn de Gutenberg-Marathon, waarmee ze met 2:29.35 naast het parcoursrecord ook haar persoonlijk record verbeterde. Bovendien werd ze hiermee voor het eerst Duits kampioene op de marathon. Op de Olympische Spelen van Peking vertegenwoordigde zij Duitsland op de marathon en behaalde de 52e plaats in 2:38.31.
Sinds 2005 is Hahn aangesloten bij SV Saar 05 Saarbrücken. Ze is met haar trainer Frank Hahn getrouwd en studeert Germanistik.

## Titels
- Duits kampioene veldlopen - 2006
- Duits kampioene halve marathon - 2008
- Duits kampioene marathon - 2008

## Persoonlijke records
Baan
| Onderdeel      | Prestatie | Datum          | Plaats       |
| -------------- | --------- | -------------- | ------------ |
| 3000 m         | 9.39,02   | 24 mei 2003    | Braunschweig |
| 5000 m         | 15.51,7   | 2 april 2005   | Oelde        |
| 10.000 m       | 33.19,82  | 1 oktober 2004 | Neuhofen     |
| 3000 m steeple | 10.45,60  | 8 juli 2001    | Braunschweig |

Weg
| Onderdeel      | Prestatie | Datum            | Plaats         |
| -------------- | --------- | ---------------- | -------------- |
| 10 km          | 32.48     | 12 februari 2006 | Schoorl        |
| halve marathon | 1:14.21   | 8 januari 2006   | Egmond aan Zee |
| marathon       | 2:32.34   | 9 april 2006     | Rotterdam      |

Indoor
| Onderdeel | Prestatie | Datum           | Plaats |
| --------- | --------- | --------------- | ------ |
| 3000 m    | 9.12,84   | 8 februari 2004 | Gent   |

## Prestaties

### 3000 m
- 2002:  Läuferabend in Troisdorf - 9.28,93
- 2002:  Sportfest in Troisdorf - 9.17,34
- 2003:  DMM Bundesliga Endkampf in Braunschweig - 9.39,02
- 2004:  DMM Bundesliga Endkampf in Minden - 9.39,84
- 2005: 8e Europacup - 10.00,82
- 2007:  DMM Qualifikation in Saarbrücken - 9.52,35
- 2008:  DMM Bundesliga Endkampf in Saarbrücken - 9.35,39
- 2009:  Aprilsportfest in Erkelenz - 9.13,90

### 5000 m
- 1999: 12e Duitse kamp. in Erfurt - 17.43,39
- 2000: 8e Duitse kamp. in Braunschweig - 16.30,07
- 2002:  Duitse kamp. in Wattenscheid - 16.15,75
- 2003: 9e Duitse kamp. in Ulm - 17.07,19
- 2004: 4e Duitse kamp. in Braunschweig - 16.28,96

### 10.000 m
- 2000: 9e Duitse kamp. in Troisdorf - 33.24,33
- 2002: 6e Duitse kamp. in Dessau - 34.12,69
- 2004:  Oberösterreich kamp. in Neuhofen an der Krems - 33.19,82
- 2011: 5e Duitse kamp. in Essen - 34.43,51

### 5 km
- 2006:  Zeller Adventlauf - 16.34
- 2006: 4e Bitburger-Silvesterlauf in Trier - 15.59,8
- 2007:  Zeller Adventlauf - 16.49
- 2007:  Bitburger-Silvesterlauf Trier - 16.23
- 2008: 5e Bitburger-Silvesterlauf in Trier - 16.33
- 2014:  Sebamed Mailauf in Boppard - 16.45

### 10 km
- 2002: 5e Parelloop - 34.32
- 2009: 5e Stadsloop Appingedam - 34.09

### 10 Eng. mijl
- 2006:  Guldensporen - 1:00.07
- 2007:  Internationaler Schortenser Jever Fun Lauf - 55.09
- 2012:  Grand Prix von Bern - 55.31,6
- 2014: 4e Internationaler Schortenser Jever Funlauf - 58.00

### halve marathon
- 2000:  halve marathon van Freiburg - 1:14.26
- 2002: 5e halve marathon van Turijn - 1:16.22
- 2003:  halve marathon van Burghaslach - 1:15.22
- 2005:  halve marathon van Bonn - 1:14.16
- 2005:  Route du Vin - 1:14.04
- 2006:  halve marathon van Egmond - 1:14.21
- 2006:  halve marathon van Saarbrücken - 1:15.23
- 2007:  halve marathon van Saarbrücken - 1:16.23
- 2008:  halve marathon van Saarbrücken - 1:14.35
- 2008:  City-Pier-City loop - 1:11.29
- 2008:  halve marathon van Calw - 1:13.04
- 2009:  halve marathon van Wegberg - 1:15.27
- 2009:  halve marathon van Venlo - 1:11.46
- 2009:  halve marathon van Paderborn - 1:13.19
- 2009:  halve marathon van Marburg - 1:16.49,7
- 2011:  halve marathon van Griesheim - 1:14.23
- 2011:  halve marathon van München - 1:13.02
- 2012:  City-Pier-City Loop - 1:12.50
- 2012:  halve marathon van Griesheim - 1:13.46
- 2014:  halve marathon van Köln-Porz - 1:23.39
- 2014:  halve marathon van Freiburg - 1:14.29
- 2014:  halve marathon van Saarbrücken - 1:15.48,8

### marathon
- 2006: 4e marathon van Rotterdam - 2:32.34
- 2006: 14e EK - 2:36.17
- 2007: 6e marathon van Parijs - 2:33.25
- 2007: 43e WK - 2:47.29
- 2008:  marathon van Mainz - 2:29.35
- 2008: 52e OS - 2:38.31
- 2009:  marathon van Düsseldorf - 2:29.26
- 2009: 33e WK in Berlijn - 2:38.39
- 2011: 11e marathon van Frankfurt - 2:28.49
- 2012: 31e OS - 2:30.22
- 2012:  marathon van München - 2:32.13

### veldlopen
- 1998: 41e EK in Ferrara - 19.50
- 2000: 4e Eurocross in Diekirch - 16.28
- 2000: 30e EK in Malmö - 17.14 ( in het landenklassement)
- 2000: 72e WK (korte afstand) - 14.05
- 2001:  Duitse kamp. in Regensburg - 24.44
- 2002: 4e Duitse kamp. in Regensburg - 20.21
- 2002: 5e Eurocross in Diekirch - 16.40
- 2003:  Duitse kamp. in Bad Dürrheim - 21.10
- 2003:  Warandeloop in Tilburg - 21.14
- 2003: 22e EK in Edinburgh - 23.29
- 2004:  Eurocross in Diekirch - 16.05
- 2004:  Duitse kamp. in Bremen - 21.49
- 2004: 28e EK in Seebad Heringsdorf - 18.43
- 2004: 23e WK (lange afstand) in Brussel - 28.53
- 2005:  Eurocross in Diekirch - 17.33
- 2005: 22e WK (lange afstand) in Saint Galmier - 28.43
- 2005: 4e Warandeloop in Tilburg - 20.23
- 2005:  Duitse kamp. in Darmstadt - 16.34
- 2005: 23e EK in Tilburg - 20.38
- 2006: 5e Warandeloop in Tilburg - 24.43
- 2006:  Eurocross in Diekirch - 18.24
- 2006:  Duitse kamp. in Regensburg - 16.24
- 2006: 26e EK in San Giorgio su Legnano - 26.32
- 2006: 37e WK (lange afstand) in Fukuoka - 27.14
- 2007: 4e Eurocross in Diekirch - 19.18
- 2007: 16e EK in Toro - 27.45
- 2008:  Duitse kamp. in Ohrdruf - 16.10
- 2008: 33e WK in Edinburgh - 27.09
- 2008: 28e EK in Brussel - 29.14
- 2009:  Duitse kamp. in Ingolstadt - 18.06
- 2011: 4e Duitse kamp. in Löningen - 23.55
- 2011: 30e EK - 27.44
- 2012: 5e Eurocross in Diekirch - 18.43,8